# Szintók

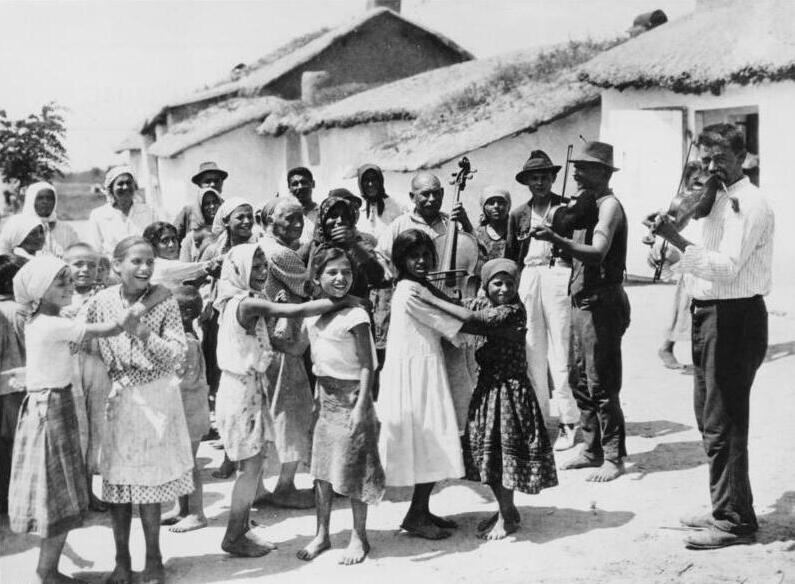
Szintók és romák egy magyar faluban (1928)

A szintók (kevésbé ismert magyar nevükön német cigányok, cigány nyelvű nevükön nyamcicko rom) az európai cigányok egyik legnagyobb, főként Európa nyugati felén élő csoportja, amelynek tagjai hagyományosan még mindig időszakosan vándorló életmódot folytatnak.

## Elnevezésük
A sinto cigány eredetű szó, többesszámú alakja a sinti. Jelentése nehezen meghatározható, jelenthet „társat” – a szó „embertárs”, „sorstárs”, „útitárs” értelmében – vagy „azonos csoporthoz tartozót” esetleg konkrétan „közeli rokont” is. A Pallas nagy lexikona szerint a 19. században a "Sinte!" kölcsönös megszólítás még általános volt a cigány férfiak körében. Ezt a megszólítást mai napig is használják egymásra találkozáskor a főleg Szerbiából, Oroszországból Magyarországra áttelepült szintó cigányok, akkor is, ha még sosem találkoztak azelőtt.
Magyarországi csoportjaik hagyományos elnevezése a német cigány, köszörűs cigány, illetve muzsikus cigány. Az oláhcigányok nyamcicko rom-nak, illetve karpaticko rom-nak is hívják őket.

## Népesség
A legnagyobb csoportjaik Németországban, Franciaországban, Belgiumban, Hollandiában, Svájcban és Észak-Olaszországban élnek. Pár ezer főnyi magyarországi közösségük valószínűleg a 20. század elején vándorolt vissza Európa nyugatabbi országaiból. Kisebb szórványaik élnek még Csehországban, Szlovákiában, Szerbiában és Oroszországban is.
Főbb csoportjaik: manuš, sinti eftavagario, sinti estraiharo, sinti piemontezi, sinti lombarda, sinti mučino stb. A mánusok párhuzamosan használják magukra a manuš és sinti elnevezéseket, a francia cigányok Franciaországban általában a sinti rom megnevezést használják magukra mind beszédben, mind dalaikban és írásaikban, a többi csoport kizárólag a sinti etnonimával azonosul. Magyarországi két csoportjuk a hinsnar és a šlejfar, a két csoport egyben két nyelvjárást is jelent.

## Nyelvük
A szintók által beszélt nyelvjárás a cigány nyelv első rétegének északnyugati ágához tartozik, így nagyfokú rokonságot mutat az ugyanezen réteg centrális ágához tartozó kárpáti cigány (más néven pajibano ami vándorlót jelent) dialektussal, a mai magyarcigányok egykori nyelvével. A szintó nyelvjárások azonban erős német befolyásnak voltak – illetve vannak – kitéve, ennek hatásaként egyes csoportjaik nyelve már erősen kreolizálódott, és az ún. „átmeneti nyelvek” csoportjába soroljuk őket. Magyarországi közösségeikben a szintó nyelvjárás a kihalás szélén áll.
Más cigány közösségektől eltérő módon a szintók gyakran német vagy németes vezetékneveket viselnek, nem csak azok, akik jelenleg is német nyelvterületen élnek.

## Hagyományos életmódjuk
A szintók előszeretettel űznek ma is viszonylag nagy mozgási szabadsággal járó foglalkozásokat. Nyugat-Európában sokan vándorló, vagy félig letelepedett életmódot folytatnak. Egyes csoportjaik a nyarat német, a telet pedig olasz nyelvterületen töltik, a férfiak alkalmi kocsmai zenélésből, az asszonyok pedig rendszeres házalással (terítők, törölközők, abroszok eladásával) jutnak jövedelemhez. Franciaországban több csoportjuk a mezőgazdasági idénymunkákat követve vándorol. A Szerbiában illetve Oroszországban élő szintó családok egy részénél már több évszázados hagyomány a nemzetségfő/törzsfő (vicengo raj) választása, akinek a tekintélye a legtöbb családban akkora, mint máshol a vajdáké, de tekintélyük leginkább csak a saját családjukra illetve a család közelebbi nem vér szerinti rokonságára terjed ki, egyes vidékeken a nemzetségfő/törzsfő "cím" apáról fiúra szállt vagy ritkább esetben nagyapáról unokára szállt, ha egyenes ágon nincs "örökös", akkor a legközelebbi vér szerinti oldalág legidősebb nős/özvegy férfi tagjára száll át ez a nagy tekintélyt adó "cím", hogy az adott családban maradjon, amennyiben a család legidősebb tagja nőtlen, abban az esetben ez a "cím" a vér szerinti legközelebbi oldalági nős férfi rokonra száll. Magyarországon sok céllövöldés, kör- és hajóhintás, valamint egyéb mutatványos kerül ki közülük.

## Kultúrájuk
A szintó származású művészek jelentős módon járultak és járulnak hozzá a nemzetközi roma kultúrához. Ebből a közösségből kerülnek ki az olaszországi olasz és cigány nyelvű roma irodalom meghatározó egyéniségei, „Mauso” Olimpio Cari, „Hexo” Luciano Cari, „Spatzo” Vittorio Mayer Pasquale, „Joška” Michele Fontana és Paola Schöpf. Olimpio Cari festőként is ismert, akárcsak a franciaországi mánus származású Sandra Jayat, aki szintén fest a versírás mellett. Félig kelderás, félig mánus származású a francia nyelvű cigány irodalom atyjának tekintett Mateo Maximoff.
A szintó kultúrának egyik legismertebb eleme kétséget kizáróan a dzsessz egyik népszerű ága, a Django Reinhardt nevéhez köthető szinti szving. A műfaj legjobbjai ma is a híres szintó dzsesszzenész dinasztiákból kerülnek ki. Ezen a felvételen az azóta már világhírű Jimmy Rosenberg játszik első zenekarával, tízéves korában. Az osztrák származású Joe Zawinul, a Weather Report alapítója haláláig büszke volt magyar szintó gyökereire.
A magyarországi hagyományos szintó zene különös jellegzetessége a hárfa használata. A hárfa mint népi hangszer Magyarországon főképp náluk fordul elő. Repertoárjuk magyaros csárdásokból, nótákból, oláhcigány szövegű cigány dalokból és néhány nagyon archaikus dallamú, szintó nyelvjárású hallgatókból áll, mint például az Első Roma Világkongresszuson által is elfogadott "Gelem, gelem" címet viselő szinti cigány nyelvű dal, melyet elfogadtak nemzetközi cigány himnuszként, melyet dallamilag is és részben szövegileg is módosítva adnak elő ma is Magyarországon főként az oláhcigányok. Mint vándorhárfások főleg a Balaton körül és Nyugat-Magyarországon zenéltek, a II. világháború után azonban többen Budapesten telepedtek le. Ezen a felvételen a műfaj utolsó képviselői láthatók.
A leghíresebb magyarországi szintó származású zenész ma a Németországban élő Snétberger Ferenc gitárművész, a roma dzsessz egyik legsokoldalúbb egyénisége.